# NSWRL 1960
Die NSWRL 1960 war die 53. Saison der New South Wales Rugby League Premiership, der ersten australischen Rugby-League-Meisterschaft. Den ersten Tabellenplatz nach Ende der regulären Saison belegten die St. George Dragons. Diese gewannen im Finale 31:6 gegen die Eastern Suburbs und gewannen damit die NSWRL zum fünften Mal in Folge und zum siebten Mal insgesamt.

## Tabelle
|      | Team                          | Spiele | Siege | Unent. | Ndlg. | Spiel- punkte | Diff. | Tabellen- punkte |
| ---- | ----------------------------- | ------ | ----- | ------ | ----- | ------------- | ----- | ---------------- |
| 01.  | St. George Dragons            | 18     | 14    | 0      | 4     | 456:176       | + 280 | 28               |
| 02.  | Western Suburbs Magpies       | 18     | 11    | 0      | 7     | 350:298       | + 52  | 22               |
| 03.  | Eastern Suburbs               | 18     | 11    | 0      | 7     | 264:221       | + 43  | 22               |
| 04.  | Balmain Tigers                | 18     | 11    | 0      | 7     | 286:254       | + 32  | 22               |
| 05.  | Canterbury-Bankstown Bulldogs | 18     | 11    | 0      | 7     | 249:285       | - 36  | 22               |
| 06.  | Manly-Warringah Sea Eagles    | 18     | 10    | 0      | 8     | 231:217       | + 14  | 20               |
| 07.  | North Sydney Bears            | 18     | 8     | 0      | 10    | 317:357       | - 40  | 16               |
| 08.  | South Sydney Rabbitohs        | 18     | 6     | 0      | 12    | 211:256       | - 45  | 12               |
| 09.  | Newtown Jets                  | 18     | 6     | 0      | 12    | 251:313       | - 62  | 12               |
| 010. | Parramatta Eels               | 18     | 2     | 0      | 16    | 215:453       | - 238 | 4                |

## Playoffs

### Ausscheidungs/Qualifikationsplayoffs
| 9. August | Eastern Suburbs | 20 : 11 | Canterbury-Bankstown Bulldogs | Sydney Sports Ground, Sydney Zuschauer: 21.308 Schiedsrichter: Col Pearce |
| 9. August | Bericht         |         |                               | Sydney Sports Ground, Sydney Zuschauer: 21.308 Schiedsrichter: Col Pearce |

| 9. August | Western Suburbs Magpies | 28 : 10 | Balmain Tigers | Sydney Sports Ground, Sydney Zuschauer: 21.308 Schiedsrichter: Darcy Lawler |
| 9. August | Bericht                 |         |                | Sydney Sports Ground, Sydney Zuschauer: 21.308 Schiedsrichter: Darcy Lawler |

| 13. August | Western Suburbs Magpies | 18 : 7 | Eastern Suburbs | Sydney Cricket Ground, Sydney Zuschauer: 21.855 Schiedsrichter: Darcy Lawler |
| 13. August | Bericht                 |        |                 | Sydney Cricket Ground, Sydney Zuschauer: 21.855 Schiedsrichter: Darcy Lawler |

| 14. August | Canterbury-Bankstown Bulldogs | 18 : 7 | Balmain Tigers | Sydney Sports Ground, Sydney Zuschauer: 16.507 Schiedsrichter: Col Pearce |
| 14. August | Bericht                       |        |                | Sydney Sports Ground, Sydney Zuschauer: 16.507 Schiedsrichter: Col Pearce |

| 20. August | St. George Dragons | 31 : 7 | Western Suburbs Magpies | Sydney Cricket Ground, Sydney Zuschauer: 38.407 Schiedsrichter: Col Pearce |
| 20. August | Bericht            |        |                         | Sydney Cricket Ground, Sydney Zuschauer: 38.407 Schiedsrichter: Col Pearce |

| 21. August | Eastern Suburbs | 16 : 9 | Canterbury-Bankstown Bulldogs | Sydney Sports Ground, Sydney Zuschauer: 18.455 Schiedsrichter: Darcy Lawler |
| 21. August | Bericht         |        |                               | Sydney Sports Ground, Sydney Zuschauer: 18.455 Schiedsrichter: Darcy Lawler |

### Halbfinale
| 27. August | Eastern Suburbs | 20 : 15 | Western Suburbs Magpies | Sydney Cricket Ground, Sydney Zuschauer: 29.393 Schiedsrichter: Darcy Lawler |
| 27. August | Bericht         |         |                         | Sydney Cricket Ground, Sydney Zuschauer: 29.393 Schiedsrichter: Darcy Lawler |

### Grand Final
| 3. September | St. George Dragons                                                              | 31 : 6         | Eastern Suburbs          | Sydney Cricket Ground, Sydney Zuschauer: 53.156 Schiedsrichter: Darcy Lawler |
| 3. September | Versuche: Gasnier (2), King (2), Brown, Bugden, Provan Erhöhungen: Graham (5/7) | (15:2) Bericht | Straftritte: Landers (3) | Sydney Cricket Ground, Sydney Zuschauer: 53.156 Schiedsrichter: Darcy Lawler |

| 1  | Brian Graham    |
| 2  | Johnny King     |
| 3  | Johnny Stathers |
| 4  | Reg Gasnier     |
| 5  | Dave Brown      |
| 6  | Brian Clay      |
| 7  | Bobby Bugden    |
| 8  | Johnny Raper    |
| 9  | Norm Provan     |
| 10 | Monty Porter    |
| 11 | Billy Wilson    |
| 12 | Ken Kearney     |
| 13 | Kevin Ryan      |

| 1  | John Andrew    |
| 2  | Boyce Beeton   |
| 3  | Bill Roney     |
| 4  | Doug Ricketson |
| 5  | Bob Landers    |
| 6  | Billy McNamara |
| 7  | Bruce Ranier   |
| 8  | Dick See       |
| 9  | Bob Heffernan  |
| 10 | Brian Wright   |
| 11 | Jack Gibson    |
| 12 | Ken Ashcroft   |
| 13 | Bob McDonagh   |